# Ministerio de Guerra (Imperio ruso)
El Ministerio de Guerra (en ruso: Военное министерство) fue el órgano más alto de administración militar central del Imperio ruso desde su creación en 1802 hasta el colapso del Imperio durante la guerra civil rusa en 1918.
El ministerio fue creado por orden real del zar Alejandro I el 8 de septiembrejul./ 20 de septiembre de 1802greg., utilizando como base el anterior Colegio Militar. El ministerio ocupó la conocida popularmente como «casa de los leones» frente a la Catedral de San Isaac en San Petersburgo como sede.
De 1802 a 1815, su nombre de creación fue Ministerio de las Fuerzas Militares Terrestres (en ruso: Министерством военных сухопутных сил), sin embargo, al ministro se le conoció desde el principio como «ministro de Guerra» (oficialmente, «Jefe del Departamento Militar») para simplificar, nombre oficializado en 1808 y que acabaría por imponer el nombre al organismo como «Ministerio de Guerra» en 1815.

## Historia
En 1802, con el establecimiento de ministerios en Rusia, se formó el «Ministerio de las Fuerzas Militares Terrestres», y el Colegio Militar, que existía hasta ese momento, pasó a formar parte de él sin cambios. A partir del 24 de junio de 1808, el ministro de las Fuerzas Militares Terrestres pasaría a llamarse Ministro de Guerra.
En 1812, se publicó el Establecimiento del Ministerio de Guerra (en ruso: Учреждение военного министерства), sobre la base del cual (junto con el establecimiento general de ministerios) el ministerio debía consistir en:
- Departamentos de artillería, ingeniería, inspección, provisiones, comisaría, medicina y auditoría.
- Oficina central.
- Instituciones especiales:
  - Comité Científico Militar
  - Depósito Topográfico Militar
  - Imprenta Militar.

El Ministerio de Guerra estaba a cargo de todas las ramas de la administración militar, a excepción de las instituciones de educación militar, cuyos asuntos se concentraban en la oficina del zarévich Constantino Pávlovich. A la cabeza del ministerio estaba el ministro de la Guerra (hasta 1808, el ministro de las Fuerzas Terrestres), cuyo poder, exclusivamente ejecutivo, consistía en el hecho de que «podía obligar a todos los lugares y personas subordinados a él a cumplir con las leyes e instituciones». Los casos que requerían un nuevo establecimiento o cambios importantes en los existentes, así como los asuntos económicos, eran examinados por el Gabinete de ministros, compuesto por directores de departamentos y representantes de los generales.
En 1815 se expidió el Reglamento de Administración del Departamento Militar, que constituyó el Estado Mayor General de Su Majestad Imperial (Estado Mayor General de S.M.I.), subordinado al Jefe de este Estado Mayor; Incluía al Ministro de Guerra y a los inspectores de artillería y del cuerpo de ingenieros. Todas las unidades de la administración militar se concentraron en el cuartel general. El Ministro de la Guerra, estando subordinado al Jefe del Estado Mayor, sólo tenía en su jurisdicción la parte económica; los departamentos de Comisariado, Provisiones y Medicina estaban completamente subordinados a él, mientras que los departamentos de Artillería e Ingeniería estaban completamente subordinados solo al uso de los fondos. Los inspectores de artillería e ingenieros, que dirigían los departamentos, presentaban información sobre los asuntos económicos al ministro de la Guerra, y sobre el resto al jefe del Estado Mayor.
Esta estructura del Ministerio de la Guerra se mantuvo, en su mayor parte, hasta la publicación del nuevo Establecimiento del Ministerio de la Guerra (1836; en ruso: Учреждения Военного министерства) y el Reglamento sobre las Oficinas del Generalfeldzeugmeister y del Inspector General de la Parte de Ingeniería (1838; en ruso: Положения об управлениях генерал-фельдцейхмейстера и генерал-инспектора по инженерной части). Por estas leyes, el rango de Jefe del Estado Mayor General de S.M.I. fue abolido; se restableció el Consejo Militar y el Auditorio General; se formaron las cancillerías del Ministerio de Guerra y la Oficina de Campaña Militar. El Estado Mayor de S.M.I. recibió una composición ligeramente diferente y en tiempos de paz no constituía un cuerpo administrativo; En tiempos de guerra, sólo podía actuar bajo un mando supremo especial. El poder del Ministro de Guerra se amplió significativamente: el mando principal sobre todas las ramas de la administración se concentró en sus manos, y se convirtió en el único reportero del Emperador en todos los asuntos del departamento militar. En 1836, se estableció el cargo de Ministro Asistente de Guerra, combinado con el título de Jefe de la Oficina Militar de Campo de S.M.I. Este cargo existió hasta 1861.
En 1859, el Comité para el Cuidado de los Funcionarios Civiles Honorables, formado bajo el Ministerio de Guerra el 21 de febrerojul./ 5 de marzo de 1823greg., fue transferido a la Cancillería de Su Majestad Imperial.
En 1862, de la mano del ministro Dimitri Miliutin, se realizaron cambios significativos en el Ministerio de la Guerra, en el que se pretendía lograr una mayor descentralización y cierta reducción de personal. Las transformaciones continuaron hasta 1866; en 1867 se expidió una nueva plantilla del Ministerio de la Guerra, y el 1 de enero de 1869 se aprobó el Reglamento del Ministerio de la Guerra. El Estado Mayor de Su Majestad Imperial fue abolido (1865), y sólo quedó el Cuartel General Imperial. En el marco del Consejo Militar, se nombraron 5 comités principales: el recién formado, el hospital militar y la prisión militar, y el anteriormente existente, la formación militar, la codificación militar y la organización y educación de las tropas.
El Estado Mayor se formó a partir de los departamentos del Estado Mayor General y de la Inspección y del Departamento de Estado Mayor del Comité Científico Militar.
El Departamento de Artillería, el personal del General-Feldzeugmeister y la sección de artillería del Comité Científico Militar formaban la Dirección Principal de Artillería.
El Departamento de Ingeniería, el Personal del Inspector General y el Departamento de Ingeniería del Comité Científico Militar se fusionaron en la Dirección Principal de Ingeniería.
Los Departamentos de Provisiones y Comisariado se fusionaron en el Departamento de Intendencia Principal.
En 1863, el cuartel general de S.M.I., el jefe en jefe de las instituciones educativas militares, se incluyó en el Ministerio de Guerra y se fusionó con el departamento de escuelas del departamento militar bajo el nombre de Dirección Principal de Instituciones de Educación Militar.
El Auditorio General se transformó en el Tribunal Militar Principal. El Departamento Médico pasó a denominarse Administración Médica Militar Principal; el Auditorio pasó a la Dirección Principal del Tribunal Militar; la Dirección de Tropas Irregulares fue transferida a la Dirección Principal de las Tropas Cosacas.
En 1905 se formó en Rusia el Consejo Estatal de Defensa, independiente del Ministerio de la Guerra y directamente subordinado al poder supremo. El ministerio continuó existiendo después de la Revolución de Febrero (golpe de Estado) de 1917.

## Ministros de Guerra
A la cabeza del Ministerio de la Guerra, organizado sobre una base estrictamente burocrática, estaba el ministro de la Guerra, al que estaban directamente subordinados todos los departamentos del Ministerio y todas las ramas de la administración militar. Sólo el consejo militar y el tribunal militar principal, como órganos consultivos legislativos del departamento militar, no estaban directamente subordinados a él; pero incluso aquí el ministro de la Guerra tenía una influencia considerable, ya que presidía la reunión general del Consejo Militar y era el único orador de los proyectos de ley elaborados en estas instituciones.
- S. K. Viazmitínov (1802-1808);
- A. A. Arakchéyev (1808-1810);
- M. B. Barclay de Tolly (1810-1812);
- A. I. Gorchakov (1812-1815);
- P. P. Konovnitsyn (1815-1819);
- P. I. Meller-Zakomelsky (1819-1823);
- A. I. Tatishchev (1823-1827);
- A.I. Chernyshev (1828-1832) (ocupó simultáneamente el Estado Mayor de S.M.I. y el Ministerio de Guerra);
- A. I. Chernyshev (1832-1852);
- V. A. Dolgorukov (1852-1856);[1]
- N. O. Sujozanet (1856-1861);
- D. A. Miliutin (1861-1881);[2]
- P. S. Vannovski (1881-1898);
- A. N. Kuropatkin (1898-1904);
- V. V. Sájarov (1904-1905);
- A. F. Rediger (1905-1909);
- V. A. Sujomlínov (1909-1915);
- A. A. Polivanov (1915-1916);
- D. S. Shuvaev (1916-enero de 1917);
- M. A. Beliáyev (enero-marzo de 1917).